# Iglesia de Santa María dell'Aiuto

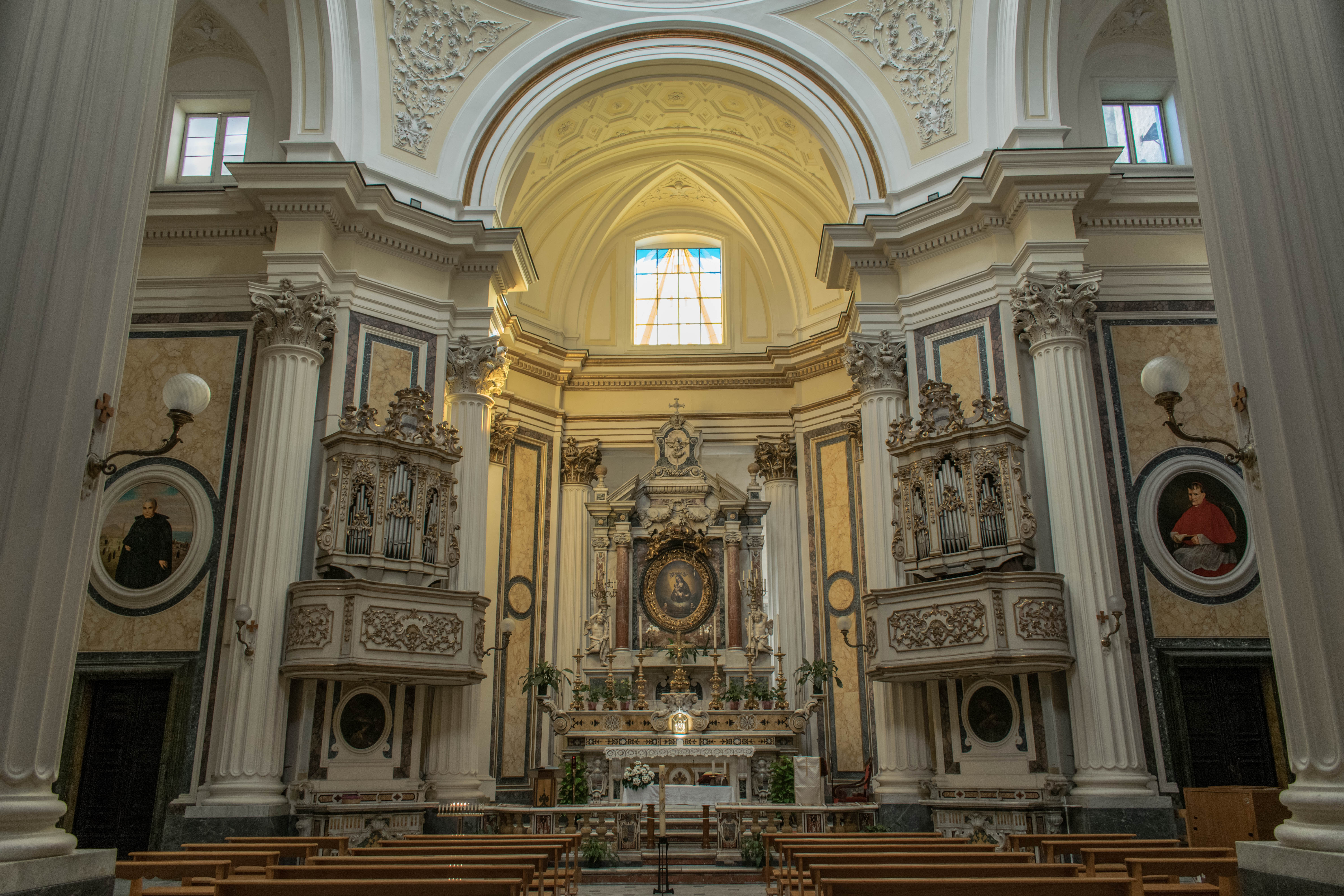
El interior de Dionisio Lazzari

La iglesia de Santa Maria dell'Aiuto es una de las iglesias monumentales de Nápoles; se encuentra en la calle del mismo nombre. En sus inmediaciones también se encuentra la iglesia de Santa Maria la Nova, la iglesia de Ecce Homo al Cerriglio y la iglesia de Santi Alberto e Teresa.

## Historia
La iglesia tiene sus orígenes en una imagen sagrada sobre papel colocada en un quiosco por dos jóvenes devotos. Estas personas, con las primeras ganancias de la caridad, hicieron construir una capilla y trasladar la imagen a un lienzo, donde el pintor los representó junto a la Virgen, mientras que cuando las ofrendas aumentaron a raíz de las gracias obtenidas durante la peste de 1656, la capital fue obtuvo lo suficiente para construir una iglesia real.
En el interior del nuevo templo, diseñado por Dionisio Lazzari en 1673, se colocó el antiguo cuadro al que, por tradición, se le atribuye el milagro de disolver cualquier tela o velo colocado para protegerlo.
Después de años de olvido, la iglesia ha recuperado su antiguo esplendor en los últimos años.

## Descripción
La iglesia representa uno de los ejemplos más exitosos del barroco napolitano.
La fachada, que da al Vico di Santa Maria dell'Aiuto con una puerta de hierro forjado, se caracteriza por su empuje vertical, acentuado por el tímpano curvilíneo y las cuatro pilastras dispuestas de dos en dos en sus esquinas. En el centro, bajo el gran ventanal rectangular, el portal con cantos de mármol.
El interior tiene forma de cruz griega; en la intersección de los cuatro brazos, se encuentra un octógono, cubierto por una cúpula con casetones cruciformes y una linterna que lleva en la bóveda la Paloma del Espíritu Santo en estuco. En las dos paredes del octógono a los lados del ábside, se encuentran dos órganos de tubos del siglo XVII, cuyas cajas fueron diseñadas por el propio Dionisio Lazzari.
El altar mayor, enmarcado entre dos robustas columnas corintias, es de mármol policromado; en el centro del retablo, flanqueado por las esculturas de dos ángeles con velas, se encuentra el icono milagroso de la Madonna dell'Aiuto . En la entrada hay tres pinturas de Gaspare Traversi, fechadas en 1749, que representan la Natividad de María, Anunciación y  Asunción de la Virgen . A la derecha se encuentra el monumento funerario de Gennaro Acampora, creado por Francesco Pagano (1738); También son de este artista los ángeles que sostienen los candelabros del altar mayor. El cuadro que representa a la Virgen del Socorro es de Giuseppe Farina ; El tránsito de San José es de Nicola Malinconico. Los óvalos laterales que representan a San Miguel Arcángel son de Giacinto Diano.